# 老执政官宫
老执政官宫（Palazzo vecchio del Podestà）是意大利圣吉米尼亚诺的一座历史建筑，位于主教座堂广场，离新执政官宫仅有几步之遥。上方矗立有罗尼奥萨塔（Torre Rognosa）。

## 历史
该建筑始建于12世纪，目前的建筑建于1239年，1337年扩建。1794年又重建。